# Oxaea mourei
Oxaea mourei is een vliesvleugelig insect uit de familie Andrenidae. De wetenschappelijke naam van de soort is voor het eerst geldig gepubliceerd in 1993 door Graf.